# Третий интернационал (Кызылординская область)
Третий интернационал (каз. Үшінші интернационал) — село в Кармакшинском районе Кызылординской области Казахстана. Административный центр 3 интернационального сельского округа. Находится примерно в 33 км к югу от районного центра посёлка Жосалы. Код КАТО — 434665100.

## Население
В 1999 году население села составляло 2374 человека (1200 мужчин и 1174 женщины). По данным переписи 2009 года в селе проживал 2561 человек (1289 мужчин и 1272 женщины).
Существенную часть населения села, а ранее — основную, составляют потомки спецпереселенцев: турки-месхетинцы, корейцы, чеченцы и др.

## Известные жители и уроженцы
- Цай Ден Хак (1913—1984) — Герой Социалистического Труда.

- Кундакбаев Асылбек Кундакбаевич - Заслуженный учитель РК, учитель астрономии, физики